# Ida Roland

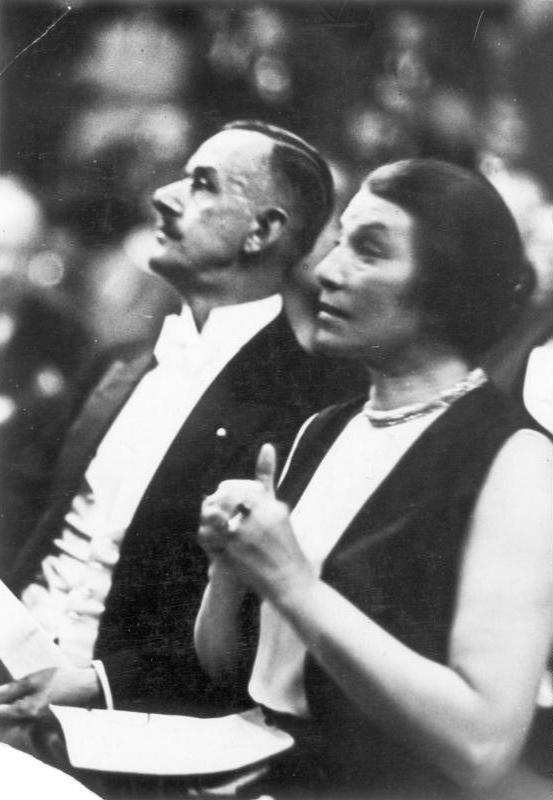
Ida Roland mit Thomas Mann 1930 in der Berliner Singakademie

Ida Roland (* 18. Februar 1881 in Wien; † 27. März 1951 in Nyon, Schweiz), mit richtigem Namen eigentlich Ida Klausner, war eine österreichische jüdische Schauspielerin, die an österreichischen und deutschen Bühnen auftrat. 

## Leben
Ihre schauspielerische Karriere begann am Stadttheater in Innsbruck. Am 12. Dezember 1923 spielte Ida Roland an der Renaissancebühne in Wien die Titelrolle in der Uraufführung von Hans Kaltnekers Mysterium „Die Schwester“ die lesbische Ruth.
Von 1924 bis 1927 zählte sie zum Ensemble am Wiener Burgtheater. Zwischen 1927 und 1929 trat sie verschiedentlich im Theater in der Josefstadt auf, kehrte jedoch 1935 und 1937 wieder an das Burgtheater zurück.
1937 zog sie sich von der Bühne zurück. Beim Anschluss Österreichs 1938 floh sie gemeinsam mit ihrem Mann Richard Nikolaus Graf von Coudenhove-Kalergi, sowie Alwine Dollfuß, zunächst nach Ungarn und lebte von 1940 bis 1945 in New York. Später lebte sie in der Schweiz. 
Im Jahr 1966 wurde in Wien-Donaustadt (22. Bezirk) die Rolandgasse nach ihr benannt, 1970 in Wien-Ottakring (16. Bezirk) der Rolandweg.